# Атанас Келпетков
Атанас Келпетков Келювски е български свещеник, учител и революционер.

## Биография
Келпетков е в 1856 година в село Устово, тогава в Османската империя, днес квартал на Смолян, България. Завършва Пловдивското класно училище. В 1878 година е секретар на отряда на Петко войвода, потушил Родопския мюсюлмански метеж. Архиерейски наместник е на Ахъчелебийско от 1898 до 1902 година.
Свещеник Атанас е един от първите революционни дейци в Устово и околията. В 1898 година влиза в основания от Илия Хаджитошев революционен комитет в Устово. В 1901 година по време на Пашмаклийската афера е осъден на 101 години затвор. Амнистиран е в края на март 1904 година.
Умира в 1926 година. В Устово му е поставена паметна плоча.
Христо Караманджуков пише за Атанас Келпетков:
| „ | Покойният вече свещеник Атанас бе един от първите дейци на революционното движение в Устово, а и в околията; по природа бе спокоен и безстрашен и търпелив. Макар с разклатено здраве, понесе юнашки всички заплашвания, мъките и страданията в затвора. | “ |

- Паметна плоча в Устово
- Паметна плоча в Устово